# Описание Кореи
«Описание Кореи» — трёхтомный энциклопедический справочник, выпущенный Министерством финансов Российской империи в 1900 году. В сокращённом виде переиздавался в 1960 году, в 1959 и 1984 годах сокращённое издание было переведено на корейский язык и выпущено в Пхеньяне и Сеуле (с подробными указателями). Содержательно являлся первым на европейском языке комплексным описанием исторических, географических, экономических и культурных аспектов жизни традиционной Кореи. Тираж был невелик, и издание представляло интерес в первую очередь для интеллектуальной элиты России.
Л. Р. Концевич именовал «Описание Кореи» высшим достижением традиционного корееведения в царской России, не имевшим аналогов на Западе. Инициатором проекта был японист Дмитрий Матвеевич Позднеев, далее всю работу курировал служащий Министерства финансов К. Н. Йогансон. Ведущими авторами явились историк Н. В. Кюнер и японист Е. Г. Спальвин. Общую редактуру осуществлял приват-доцент Петербургского университета Владислав Людвикович Котвич, который при помощи преподавателя-корейца Ким Бён Ока проверил все транскрипции во всём издании.

## Издания и переводы
- Описание Кореи  (с картой) / Канцелярия Министерства финансов. — СПб. : Тип. Ю. Н. Эрлих, 1900. — Т. 1. — XVI, 448 с.
- Описание Кореи  (с картой) / Канцелярия Министерства финансов. — СПб. : Тип. Ю. Н. Эрлих, 1900. — Т. 2. — VI, 490 с.
- Описание Кореи  (с картой) / Канцелярия Министерства финансов. — СПб. : Тип. Ю. Н. Эрлих, 1900. — Т. 3: Приложения. — V, 318 с.
- Описание Кореи : Сокр. переизд / Под ред. И. С. Казакевича и др. — М. : Изд-во вост. лит, 1960. — 662 с. — Акад. наук СССР. Ин-т народов Азии.
- 조선지 = Описание Кореи (съ картой) : 초역. — 평양 : 과학원 출판사, 1959. — 516 с.
- 國譯 韓國誌. — [서울] : 韓國精神文化硏究院, [1984]. — (國譯叢書; 84-2).